# Кисенкова, Клара Константиновна
Клара Константиновна Кисенкова (31 июля 1944 — 28 августа 2022) — советская и российская театральная актриса, режиссёр, народная артистка РСФСР (1987).

## Биография
Родилась 31 июля 1944 года. Окончила Южно-Сахалинское педагогическое училище.
В 1966 году окончила Дальневосточный педагогический институт искусств во Владивостоке по специальности «Артист драмы и кино».
С 1965 года служила в Сахалинском областном драматическом театре имени А. П. Чехова в Южно-Сахалинске (с 1992 года — Чехов-центр). Сыграла около 350 ролей. Режиссёр-постановщик детских спектаклей.
Председатель Сахалинского регионального отделения Союза театральных деятелей Российской Федерации.
Член Союза театральных деятелей РФ, избиралась депутатом Южно-Сахалинского городского Совета народных депутатов в 1976—1991 годах.
Умерла 28 августа 2022 года.

### Семья
- Дочь — Лидия Константиновна Кисенкова (род. 1970), писательница.

## Работы в театре
Актриса
- «Будьте здоровы» П. Шено — Луиза, экономка
- «Бумеранг» Б. Доменек — Шура
- «В стане врага» — Шура
- «Визит старой дамы» Ф. Дюрренматта — Клара Цаханассьян
- «Вишнёвый сад» А. Чехова — Раневская
- «Возвращение блудного внука» по пьесе «Деревья умирают стоя» А. Касоны — Эухения
- «Восемь любящих женщин» Р. Тома — Мадам Шанель
- «Дети Ванюшина» С. Найденова — Авдотья
- «Дорогая Памела» Дж. Патрика — Памела Кронки
- «Доходное место» А. Островского — Кукушкина
- «Егор Булычов» М. Горького
- «Женитьба» Н. Гоголя — Агафья Тихоновна; Арина Пантелеймоновна
- «За двумя зайцами» М. Старицкого — Явдокия Пилиповна
- «Иванов» А. Чехова — Бабакина Марфа Егоровна
- «Инкогнито» по пьесе Н. Гоголя «Ревизор» — Анна Андреевна
- «Кин IV» Г. Горина — Эми Госуилл
- «Князь Серебряный» по роману А. Толстого — Онуфриевна
- «Крыша над головой» по мотивам В. Шукшина — Матрёна Ивановна Вдовина
- «Кукушкины слёзы» А. Толстого — Огнева
- «Лес» А. Островского — Улита
- «Лисистрата» Аристофана — Клеоника
- «Мамаша Кураж и её дети» Б. Брехта — Иветта Потье
- «Моя жена — лгунья» М. Эннекена и М. Мойо — Мисс Петиктон
- «Моя жизнь» А. Чехова — Елена Никифоровна
- «Нерест» по пьесе «Сладкое время нереста» Т. Дрозда — бабка Люся
- «Остров Рикоту» Н. Мошиной — Степанова
- «Плывёт» (документальный спектакль)
- «Пока она умирала» Н. Птушкиной — Софья Ивановна; Татьяна
- «Прекрасное далёко» Д. Привалова — тётя Таня
- «Прибайкальская кадриль» В. Гуркина — Лида Звягинцева
- «Ревизор» Н. Гоголя — Анна Андреевна
- «Свадьба с приданым» В. Жука по мотивам пьесы Н. Дьяконова — Лукерья
- «Сон в летнюю ночь» У. Шекспира — плотник Клин
- «Странная миссис Сэвидж» Дж. Патрика — миссис Сэвидж
- «Чайка» А. Чехова — Маша
- «Шестой этаж» А. Жери — госпожа Марэ
- «Шум за сценой» М. Фрейна — Дотби Отли
- «Юбилей» А. Чехова — Мерчуткина

Режиссёр
- «Лапти-самоплясы» М. Иванова
- «Вставай, красавица, проснись!» Г. Соколова
- «Два клёна» Е. Шварца
- «Бременские музыканты» Ю. Энтина и В. Ливанова
- «Забавные приключения на лесной полянке» М. Гусева
- «Журавлиные перья» Д. Киносита
- «Изобретательная влюблённая» Л. де Вега
- «Моя жена — лгунья» М. Мэйо, М. Эннеке

## Фильмография
- 1993 — Отряд «Д» — эпизод

## Награды и премии
- Орден Трудового Красного Знамени (1976)
- Заслуженная артистка РСФСР (29 марта 1982)
- Народная артистка РСФСР (23 сентября 1987)
- Дипломант премии Губернатора Сахалинской области за спектакль «Прибайкальская кадриль» (1999)
- Почётный гражданин города Южно-Сахалинска (26 августа 2002)
- Почётная грамота Сахалинской области (2009)
- Премия Межрегионального фестиваля «Ново-Сибирский транзит» «За честь и достоинство» (2010)
- Нагрудный знак «За достижения в культуре» (декабрь 2014)
- Специальная премия «Золотая маска» в номинации «За выдающийся вклад в развитие театрального искусства» (2016)[2]